# Ronde van Italië voor vrouwen 2010
De Ronde van Italië voor vrouwen 2010 (Italiaans: Giro Donne 2010) werd verreden van vrijdag 2 juli tot en met zondag 11 juli in Italië. Het was de 21e editie van de rittenkoers. De ronde telde tien etappes, inclusief een tijdrit op de derde dag.
De ronde werd gewonnen door de Amerikaanse Mara Abbott, die ook de 8e en 9e etappe op haar naam schreef. De Duitse Judith Arndt werd tweede, de Italiaanse wereldkampioene Tatiana Guderzo derde en titelverdedigster Claudia Häusler werd vierde. De Nederlandse Marianne Vos werd zevende, won de 5e en 6e etappe en won bovendien de truien voor beste jongere en het puntenklassement.

## Etappe-overzicht
| Etappe | Datum   | Start                | Finish             | Afstand  | Winnaar             | klassementsleider   |
| ------ | ------- | -------------------- | ------------------ | -------- | ------------------- | ------------------- |
| 1e     | 2 juli  | Muggia               | Triëst             | 59 km    | Ina-Yoko Teutenberg | Ina-Yoko Teutenberg |
| 2e     | 3 juli  | Sacile               | Riese Pio X        | 130 km   | Ina-Yoko Teutenberg | Ina-Yoko Teutenberg |
| 3e     | 4 juli  | Caerano di San Marco | Biadene            | 16,9 km  | Ina-Yoko Teutenberg | Ina-Yoko Teutenberg |
| 4e     | 5 juli  | Ficarolo             | Lendinara          | 90 km    | Ina-Yoko Teutenberg | Ina-Yoko Teutenberg |
| 5e     | 6 juli  | Orta San Giulio      | Pettenasco         | 122 km   | Marianne Vos        | Marianne Vos        |
| 6e     | 7 juli  | Gallarate            | Arcisate           | 116,7 km | Marianne Vos        | Marianne Vos        |
| 7e     | 8 juli  | Como                 | Albese con Cassano | 110,8 km | Evelyn Stevens      | Marianne Vos        |
| 8e     | 9 juli  | Chiavenna            | Livigno            | 93 km    | Mara Abbott         | Mara Abbott         |
| 9e     | 10 juli | Livigno              | Stilfs             | 68,5 km  | Mara Abbott         | Mara Abbott         |
| 10e    | 11 juli | Monza                | Monza              | 115 km   | Shelley Olds        | Mara Abbott         |
| Totaal | Totaal  | Totaal               | Totaal             | 921,9    |                     |                     |